# Yubitsume
Lo yubitsume (指詰め?, yubitsume, giapponese per "accorciamento di dita") è un rituale giapponese per espiare la colpa di gravi scorrettezze compiute verso qualcuno, un modo per essere puniti o per mostrare scuse sincere; consiste nell'amputazione delle falangi del proprio mignolo; questa pratica è retaggio quasi esclusivo della yakuza, la principale organizzazione criminale giapponese.
L'atto di compiere yubitsume viene anche detto yubi o tobasu (指を飛ばす?, "far volare le dita").

## Origini
Si ritiene che il rituale abbia avuto origini tra i bakuto, scommettitori itineranti, precursori della moderna yakuza. Se una persona non era in grado di ripagare il proprio debito di gioco, a volte lo yubitsume poteva essere considerato una modalità di rimborso adeguata.
Nell'arte della scherma giapponese la presa del mignolo sull'elsa è quella più stretta: chi aveva il mignolo amputato era quindi incapace di una presa ottimale sulla spada, rendendolo più debole in battaglia e quindi più bisognoso di protezione dal suo capo. 

## Il rituale
Per compiere lo yubitsume si stende un piccolo telo pulito e vi si posa sopra la mano con il palmo verso il basso. Utilizzando un coltello molto affilato o un tantō, la persona taglia una porzione del proprio mignolo sinistro sopra la prima nocca. Avvolge quindi la parte recisa nel telo e porge con cura il "pacchetto" al proprio oyabun ("capo"), chiamato anche kumicho ("padrino").
In caso di oltraggi reiterati si procede con l'articolazione successiva del dito. Oltraggi successivi possono richiedere la rimozione di porzioni del mignolo destro, se non rimangono più parti di quello sinistro. In certi casi a un membro espulso dalla yakuza viene imposto il rituale dello yubitsume.